# 竹田圭吾
竹田 圭吾（たけだ けいご、1964年12月30日 - 2016年1月10日）は、日本のジャーナリスト。2001年から2010年まで『ニューズウィーク日本版』編集長を務めた。

## 経歴
東京都中央区生まれ。芝中学校・高等学校、慶應義塾大学文学部史学科卒業。大学卒業後、『月刊タッチダウン』の記者を経て、1993年にTBSブリタニカに入社し、『ニューズウィーク日本版』編集部に入る。1998年に副編集長、2001年から2010年10月まで編集長を務めた。その後フリーランスとなり、主にテレビの情報番組でコメンテーターとして活動。2010年10月6日より、東京都中央区教育委員を務めた。
2013年秋、体調不良を理由に一時休養したが、2014年春にテレビ・ラジオ番組に復帰。2015年9月27日、コメンテーターとして出演するフジテレビ系の情報番組『Mr.サンデー』において、がん治療中でかつらを着用していることを告白した。2016年1月10日14時すぎ、膵臓癌のため東京都内の病院で死去。51歳没。棺には竹田表紙版ニューズウィーク（非売品）が納められた。

## 主張
- 2013年4月29日に行われた内閣総理大臣安倍晋三とロシア連邦大統領ウラジーミル・プーチンの共同記者会見で、TBS記者が第三国による地熱・風力発電施設建設受注が及ぼす領土交渉への影響に関して質問した際、インターネット上では「プーチンを怒らせた」として同記者に対する批判が巻き起こった[6]。これに対し、竹田は自身のTwitterで「アホか。ブチ切れさせてなんぼでしょうが」と同記者を擁護した[7]。
- 2015年11月22日、コメンテーターとして出演するフジテレビ系の情報番組『Mr.サンデー』で、パリ同時多発テロ事件以降にFacebookでトリコロールの配色のアイコンが広まった現象について「どっちかというと、あまり良くないと思いますね」と、否定的な考えを表明した[8]。
- 2016年1月4日、月曜ナビゲーターとして出演するFMJ-WAVEの『Jam the WORLD』で、体調不良により翌週1月11日をもって一旦番組を休み治療に専念すること、同日の放送の最後にリスナーへの思い、感謝、何故ナビゲーターを降板するかを「きちっとした形で伝えたい」と語った[9]が、その思いは叶わなかった。最後の出演は約2分10秒だった。

## 出演
報道・情報番組
| 期間          | 期間           | 番組名                                   | 役職                           |
| ------------- | -------------- | ---------------------------------------- | ------------------------------ |
| 2001年        | 2015年12月29日 | 情報プレゼンター とくダネ!（フジテレビ） | 火曜日レギュラーコメンテーター |
| 2002年7月     | 2010年9月      | やじうまプラス（テレビ朝日）             | 月曜日レギュラーコメンテーター |
| 2005年7月2日  | 2015年12月26日 | 土曜NEWSファイル CUBE（テレビ西日本）    | 不定期出演                     |
| 2009年3月31日 | 2015年12月22日 | かんさい情報ネットten.（読売テレビ）     | 火曜日レギュラーコメンテーター |
| 2010年4月18日 | 2015年12月27日 | Mr.サンデー（フジテレビ・関西テレビ）    | コメンテーター                 |

その他
- 日経スペシャル 未来世紀ジパング〜沸騰現場の経済学〜（テレビ東京）
- Jam the WORLD（J-WAVE） - 月曜日レギュラー。死去した翌日の2016年1月11日が休養前最後の出演になるはずだった。

## 著書
- コメントする力（2013年8月27日、PHP研究所） ISBN 978-4569811383